# Tekie Abraha
Tekie Abraha – erytrejski trener piłkarski.

## Kariera trenerska
W 2003 roku trenował narodową reprezentację Erytrei.